# Amata pseudocloelia
Amata pseudocloelia là một loài bướm đêm thuộc phân họ Arctiinae, họ Erebidae.